# Genève-Servette HC
Der Genève-Servette Hockey Club ist ein Schweizer Eishockeyclub aus Genf, der in der National League spielt. Er wurde 1905 gegründet und trägt seine Heimspiele im Stadion Les Vernets aus. Seit 2001 wird der Verein als Aktiengesellschaft geführt.
Anfang der 1990er-Jahre spielte Servette in der 1. Liga und stieg auf die Saison 1995/96 hin in die damalige NLB auf. Sechs Jahre später gewann Servette den B-Meistertitel und stieg in die oberste Liga auf, wo er schon von 1964 bis 1975 gespielt hatte. In der Saison 2007/08 schaffte es der Club zum ersten Mal in den Playoff-Final. Im Spieljahr 2022/23 wurde erstmals der Schweizer Meistertitel gewonnen.

## Vereinsstruktur
Besitzerin des Genève-Servette HC ist die Fondation 1890, die eine dominante Stellung beim Profisport im Kanton Genf einnimmt. Neben dem Eishockeyverein gehören dieser gemeinnützigen Stiftung auch der Fussballverein Servette FC und der Rugbyverein Servette RC; ebenso unterstützt sie das Frauenfussballteam Servette FC Chênois Féminin. Diese enge Verflechtung ermöglicht vielfältige Synergien. Die Finanzierung der Fondation 1890 erfolgt vollständig über die nach Hans Wilsdorf benannte Fondation Hans Wilsdorf, die in Verbindung mit dem in Genf ansäissigen Uhrenkonzern Rolex steht.

## Geschichte
Um 1905 wurde der Genève Hockey Club als Eishockeysektion des Fussballvereins Servette FC Genève aus bereits aktiven Eishockeyspielern des HC Florissant gegründet. Bis in die 1950er Jahre wurden die Heimspiele auf Natureis sowie in Lausanne und L’Abbaye ausgetragen, ehe am 21. November 1954 die ersten Partien auf künstlichem Untergrund, im «Pavillon des Sports», stattfanden. Das erste Spiel wurde gegen Urania Genève Sport ausgetragen, die ebenfalls diese Sportstätte für ihre Spiele nutzten. 1956 erreichte man mit einem 2:1-Erfolg auswärts gegen den EHC Veltheim aus Winterthur die erstmalige Teilnahme an der Nationalliga B und zwei Jahre später die Eröffnung des Kunsteisstadions Les Vernets, in der fortan die Heimspiele stattfanden.
In der darauf folgenden Saison konnte der Servette HC 1959 zum ersten Mal den Schweizer Cup mit einem Sieg gegen den Young-Sprinters Hockey Club gewinnen. Diese Partie sahen 11'820 Fans, was die grösste Kulisse eines Eishockeyspiels in Genf war. Vier Jahre später trafen beide Teams im Final erneut aufeinander, doch diesmal übernahm Neuchâtel die Führung. 1963 fusionierten die beiden Genfer Mannschaften Servette und UGS zum heutigen Genève-Servette HC, das unabhängig vom Servette FC Genève wurde. Nach diesem Zusammenschluss wurde der Club Meister der Nationalliga B und stieg damit in die Nationalliga A auf. Dort etablierten sich die Westschweizer und wurden bis zum Abstieg 1975 fünf Mal Vizemeister der Liga. 1972 gewann Servette nochmals den Schweizer Cup. In die Drittklassigkeit rutschte der Verein 1980 ab und erlebte daraufhin mehrere Auf- und Wiederabstiege (1984–85, 1988–89 sowie 1990–91).
Nach einem Sieg über den SC Luzern gelang Servette 1995 abermals der Aufstieg in die NLB, in dessen Folge sie sich trotz vereinsinternen Problemen etablieren konnten.

### Einstieg der Anschutz-Gruppe – Beginn der Ära McSorley
Aufgrund von Bestrebungen des Präsidenten Marco Torriani wurde 1999 ein Vertrag mit der Anschutz-Gruppe unterzeichnet, welcher dem Club neuen Aufschwung verleihen sollte. 2001 wurde der Kanadier Chris McSorley als Trainer und Sportdirektor eingestellt. Dieser führte die Mannschaft 2002 mit dem NLB-Finalsieg gegen den HC La Chaux-de-Fonds zum Aufstieg in die NLA, wo der GSHC zuletzt 27 Jahre zuvor gespielt hatte. In den folgenden Spielzeiten konnte der Club stets die Playoffs erreichen und avancierte allmählich zum Meisterschaftsfavoriten. Während des NHL Lockout 2005 wollten auch die Eidgenossen von der Verpflichtung nordamerikanischer Spieler profitieren, erhielten jedoch zunächst keine Freigabe durch die Anschutz-Gruppe. Diese Nicht-Freigabe wurde später aufgrund von Verletzungssorgen aufgehoben, und so wechselten Derek Armstrong von den Los Angeles Kings, Geoff Sanderson von den Columbus Blue Jackets und Serge Aubin von den Atlanta Thrashers kurzzeitig das Trikot zugunsten der Genfer.

### Alle Macht für McSorley & Quennec – Vergebliche Titeljagd
2005 gab die Anschutz-Gruppe ihren Rückzug aus dem Club bekannt, Chris McSorley und Hugh Quennec wurden die neuen Besitzer. Im Februar 2006 sollte das Aktionariat um den Schweden Bo Johansson erweitert werden, doch dazu kam es letztlich nicht. Jean-Michel Barbey, der Sohn des 2004 verstorbenen Ehrenpräsidenten Claude Barbey, trat kurz darauf nach nur wenigen Monaten als Clubvorsitzender zurück, sein Nachfolger im Präsidentenamt wurde 2006 Quennec. Quennec überzeugte unter anderem den russischen Milliardär Gennadi Timtschenko und den Gunvor-Konzern, an dem Timtschenko beteiligt war, als Geldgeber bei Servette einzusteigen.
Die Saison 2005/06 verlief aus Sicht des Clubs nicht zufriedenstellend, als nach der Vorrunde lediglich der elfte Platz und damit der Gang in die Playouts bevorstand. Ein Jahr später kam die Mannschaft aber wieder in den Viertelfinal der Playoffs, und 2007/08 wurde mit dem Erreichen des Playoff-Finals der grösste Erfolg der Vereinsgeschichte gefeiert. Die Spielzeit 2008/09 schloss der Verein mit dem vorzeitigen Ausscheiden im Playoff-Viertelfinal ab. In der Saison 2009/10 erreichte Servette den Playoff-Final, scheiterte aber im siebten Spiel auswärts gegen den SC Bern, nachdem man zuvor einen 1:3-Rückstand in der Best-of-Seven-Serie wettgemacht hatte.

### Siege im Spengler Cup – Quennec wird Alleineigner
Am 31. Dezember 2013 gewann der Club in Davos den prestigeträchtigen Spengler Cup, im Final wurde der HK ZSKA Moskau mit 5:3 besiegt. Dieser Erfolg konnte ein Jahr später durch einen 3:0-Sieg über Salawat Julajew Ufa wiederholt werden. In den Playoffs im Frühjahr 2014 schied der GSHC im Halbfinal gegen den späteren Meister ZSC Lions aus.
2014 gab McSorley seine Clubanteile an Quennec ab, der damit alleiniger Besitzer wurde.
In der Saison 2014/15 war man in vier Wettbewerben beschäftigt: in der NLA, im Cup, in der Champions Hockey League (CHL) sowie im Dezember im Spengler Cup. In den NLA-Playoffs wurde wieder der Halbfinal erreicht (ebenso im Cup). In der CHL schied man im Achtelfinal aus. Ende des Jahres 2014 wurde der Titel beim Spengler Cup erfolgreich verteidigt.
In der Saison 2015/16 mussten sich die Adler abermals im Halbfinal der NLA-Playoffs geschlagen geben (2:4 gegen Lugano). Im Juni 2016 stiessen die Kanadier Mike Gillis, Lorne Henning und Peter Gall zur Servette-Führungsriege hinzu. Gillis, ehemaliger NHL-Spieler sowie früherer Manager der Vancouver Canucks, und der Rechtsanwalt Gall wurden Mitglieder im Aufsichtsrat. Henning, ehemals Spieler und Cheftrainer der New York Islanders, verstärkte an der Seite von McSorley die sportliche Direktion.

### McSorleys Rückzug als Trainer
2016/17 war im Viertelfinal gegen den EV Zug Endstation. Damit wurde erneut das erklärte Vereinsziel, den ersten Meistertitel der Clubgeschichte zu erringen, verpasst. Anschliessend mehrten sich Medienberichte, dass Langzeittrainer McSorley vor dem Abgang stehen könnte. Am 22. März 2017 gab McSorley dann nach 16 Jahren im Amt seinen Rückzug als Cheftrainer bekannt, behielt aber seinen Posten als Sportdirektor. Zudem wurde mitgeteilt, dass Aufsichtsratsmitglied Mike Gillis fortan die sportliche Entwicklung und Peter Gall (ebenfalls im Aufsichtsrat sitzend) das Projekt Hallenneubau überwachen würden. Darüber hinaus kündigte Präsident und Cluballeinbesitzer Quennec an, dass Gillis die Absicht habe, Anteilseigner des Genève-Servette HC zu werden, wozu es aber nicht kam.
Ende Juni 2017 war der neue Trainer gefunden: McSorleys Landsmann Craig Woodcroft wurde für den Posten verpflichtet. Am 22. November 2017 teilte GSHC in einer Stellungnahme auf der eigenen Website mit, dass Quennec weiterhin alleiniger Besitzer des Klubs sei und eine Übernahme der Mitbesitzerschaft durch Gillis an das Fortkommen des geplanten Hallenneubaus gebunden sei.

### Ende der Ära Quennec
Am 26. Januar 2018 gab Präsident und Clubinhaber Hugh Quennec seinen unverzüglichen Rückzug bekannt. Nachfolger im Präsidentenamt wurde François Bellanger, der zuvor bereits Mitglied des Verwaltungsrates gewesen war. «Mit meinem Abgang will ich den Club retten», so Quennec anlässlich seines Abschieds von GSHC. Er hatte zuvor seine Anteile am Club abgegeben, die Stiftung «Fondation 1890» um Didier Fischer übernahm die Aktien und damit die Besitzerschaft. Zum Zeitpunkt von Quennecs Abschied war Genève-Servette finanziell angeschlagen, Quennec sagte in einer Erklärung, der Club durchlebe seit zwei Saisons schwierige Zeiten, die zum Grossteil Haushalts- und Liquiditätsproblemen geschuldet seien. Er übernehme dafür die Verantwortung und trete zurück, da eine unmittelbare Lösung für die Liquiditätsprobleme gefunden worden sei. Am 20. Februar 2018 wurde die Übernahme durch die Fondation offiziell verlautbart. Der neue Präsident Bellanger nannte den Besitzerwechsel «eine neue Etappe im Leben des Clubs, deren Schlüsselwörter Härte, Transparenz und Modernität sind». Gegenüber der Zeitung Tribune de Genève gab Bellanger Ende Februar bekannt, dass die Aufsichtsratsmitglieder Mike Gillis und Peter Gall den Club verlassen hätten, aber in den Planungen für den geplanten Hallenneubau involviert blieben.
Als Qualifikationsachter rutschten die Genfer in der Saison 2017/18 in die Meisterrunde und schieden dort im Viertelfinal mit 1:4 gegen Bern aus.
Präsident Bellanger blieb als Präsident des Verwaltungsrats eine Übergangslösung, bereits im März 2018 wurde er von Laurent Strawson abgelöst. Ende März 2018 wurde die Rückkehr von Christophe Stucki bekannt gegeben, der den Posten des Generaldirektors der Betreibergesellschaft GSHC SA übernahm. Schon zwischen 2011 und 2016 hatte er die Geschicke des Unternehmens geführt.

### McSorleys zweite Amtszeit als Trainer und abermalige Ablösung
Anfang April 2018 gab der Klub die Trennung von Trainer Woodcroft bekannt, Chris McSorley übernahm den Posten wieder und blieb weiterhin auch Sportdirektor. McSorley führte Servette in der Saison 2018/19 in den Playoff-Viertelfinal, wo das Aus gegen Bern erfolgte. Die Entscheidung der umkämpften Serie fiel im bis dahin längsten Spiel der Schweizer Eishockeygeschichte. Nach dem Ausscheiden, welches vom Journalisten Klaus Zaugg als «grandioses Scheitern» eingestuft wurde, mehrten sich Berichte, der Kanadier könnte als Trainer abgelöst werden, obwohl er zu diesem Zeitpunkt «in der Stadt populärer denn je» sei. Mitte April wurde McSorley dann erneut vom Trainerposten abberufen und durch Patrick Émond, den bisherigen Trainer des Genfer Nachwuchses, ersetzt. McSorley blieb Sportdirektor. Am 31. Juli 2020 ging McSorleys Amtszeit als Sportdirektor zu Ende, er sollte laut Clubmitteilung aber in anderer Rolle weiterhin für Servette arbeiten, zumal sein Langzeitvertrag, den er von Servette unter Hugh Quennec erhalten hatte und von dem die Neue Zürcher Zeitung schrieb, es gebe «im Weltsport vermutlich kein zweites so absurdes Schriftstück», noch nicht abgelaufen war. Neuer Sportdirektor Genfs wurde Marc Gautschi.

### Erster Meistertitel
Am 10. November 2021 wurde der vorherige Assistenztrainer Jan Cadieux neuer Cheftrainer und löste Patrick Émond ab. Cadieux führte die Mannschaft in der Saison 2022/23 zum Gewinn der ersten Schweizer Meisterschaft der Vereinsgeschichte. Als entscheidend für den Erfolg galten die starken ausländischen Spieler im Genfer Aufgebot, darunter die Finnen Valtteri Filppula, Teemu Hartikainen und Sami Vatanen. Auch Torhüter Robert Mayer sowie Verteidiger Henrik Tömmernes gehörten zu den wichtigsten Spielern der Meistermannschaft.

## Spieler

### Gesperrte Trikotnummern
- #0 Daniel Clerc
- #4 Éric Conne
- #6 Fritz Naef
- #12 Philippe Bozon
- #24 Jean-François Regali
- #28 Igor Fedulow
- #57 Goran Bezina

### Kader der Saison 2024/25
Stand: 4. August 2025
| Nr. | Nat.                          | Spieler              | Pos. | Geburtsdatum      | im Team seit | Geburtsort                     |
| --- | ----------------------------- | -------------------- | ---- | ----------------- | ------------ | ------------------------------ |
| 38  | Schweiz                       | Stéphane Charlin     | G    | 30. August 2000   | 2025         | Schweiz                        |
| 29  |                               | Robert Mayer         | G    | 9. Oktober 1989   | 2022         | Havířov, Tschechoslowakei      |
| 21  | Schweiz                       | Tim Berni            | D    | 11. Februar 2000  | 2023         | Männedorf, Schweiz             |
| 14  | Schweiz                       | Giancarlo Chanton    | D    | 29. November 2002 | 2021         | Büsserach, Schweiz             |
| 25  | Schweiz                       | Roger Karrer – C     | D    | 21. Januar 1997   | 2019         | Zürich, Schweiz                |
| 90  | Schweiz                       | Simon Le Coultre     | D    | 9. August 1999    | 2019         | Le Sentier, Schweiz            |
| 46  | Finnland                      | Vili Saarijärvi      | D    | 15. Mai 1997      | 2025         | Rovaniemi, Finnland            |
| 27  | Schweiz Schweden              | Eric Schneller       | D    | 16. Juni 2005     | 2024         | Schweiz                        |
| 77  | Schweiz                       | Dave Sutter          | D    | 21. Februar 1992  | 2025         | Monthey, Schweiz               |
| 91  |                               | Jason Akeson         | RW   | 3. Juni 1990      | 2025         | Orleans, Ontario, Kanada       |
| 41  | Kanada                        | Taylor Beck          | W    | 13. Mai 1991      | 2025         | Niagara Falls, Ontario, Kanada |
| 94  | Frankreich Vereinigte Staaten | Tim Bozon            | LW   | 24. März 1994     | 2025         | St. Louis, Missouri, USA       |
| 60  | Finnland                      | Markus Granlund      | C    | 16. April 1993    | 2024         | Oulu, Finnland                 |
| 13  | Schweiz                       | Luca Hischier        | C    | 16. Februar 1995  | 2024         | Naters, Schweiz                |
| 80  | Litauen Vereinigte Staaten    | Simas Ignatavičius   | C    | 22. Oktober 2007  | 2020         | Memphis, Tennessee, USA        |
| 19  | Kanada                        | Josh Jooris – A      | C    | 14. Juli 1990     | 2022         | Burlington, Ontario, Kanada    |
| 88  | Litauen                       | Dovydas Jukna        | F    | 11. Februar 2007  | 2020         | Klaipėda, Litauen              |
| 65  | Finnland                      | Sakari Manninen      | C    | 10. Februar 1992  | 2023         | Oulu, Finnland                 |
| 85  | Schweiz                       | Marco Miranda        | LW   | 2. Juni 1998      | 2019         | Zürich, Schweiz                |
| 78  |                               | Marc-Antoine Pouliot | C    | 22. Mai 1985      | 2021         | Québec City, Québec, Kanada    |
| 11  | Schweiz                       | Vincent Praplan      | C    | 10. Juni 1994     | 2022         | Siders, Schweiz                |
| 9   | Finnland Schweden             | Jesse Puljujärvi     | RW   | 7. Mai 1998       | 2025         | Älvkarleby, Schweden           |
| 71  |                               | Tanner Richard – A   | C    | 6. April 1993     | 2017         | Markham, Ontario, Kanada       |
| 96  | Schweiz                       | Noah Rod – C         | RW   | 7. Juni 1996      | 2018         | La Chaux-de-Fonds, Schweiz     |
| 8   | Schweiz                       | Maxime Sauthier      | C    | 26. April 2008    | 2022         | Schweiz                        |
| 23  |                               | Matthew Verboon      | F    | 23. Februar 2000  | 2025         | Richmond Hill, Ontario, Kanada |
| 16  | Vereinigte Staaten            | Jimmy Vesey          | LW   | 26. Mai 1993      | 2025         | Boston, Massachusetts, USA     |

## Trainer
- 1962–1963 Jean-Jacques Pichette
- 1963 Bohuslav Rejda
- 1976/77 Ramil-Safich Valiullin
- 1977/78 Murray Williamson
- 1978–1980 Jean-Pierre Kast
- 1983–1985 George Bastl senior
- 1985 Jürg Schafroth
- 1985–1986 Jozef Čapla
- 1985–1986 Jean Rogger
- 1987–1989 Paul-André Cadieux (Spielertrainer)
- 1988–1989 Richard Beaulieu
- 1990 Ken Tyler
- Nov. 1990–1994 Larry Rush (Spielertrainer)
- 1994–1997 François Huppé
- 1997 Gary Sheehan (bis November)
- 1998–1999 Jean Perron
- 1999 François Huppé
- Okt. 1999–2001 Paul-André Cadieux
- 2001–2017 Chris McSorley
- 2017–2018 Craig Woodcroft
- 2018–2019 Chris McSorley
- 2019–2021 Patrick Émond
- 2021–2024 Jan Cadieux
- seit 2024 Yorick Treille

## Spielstätte

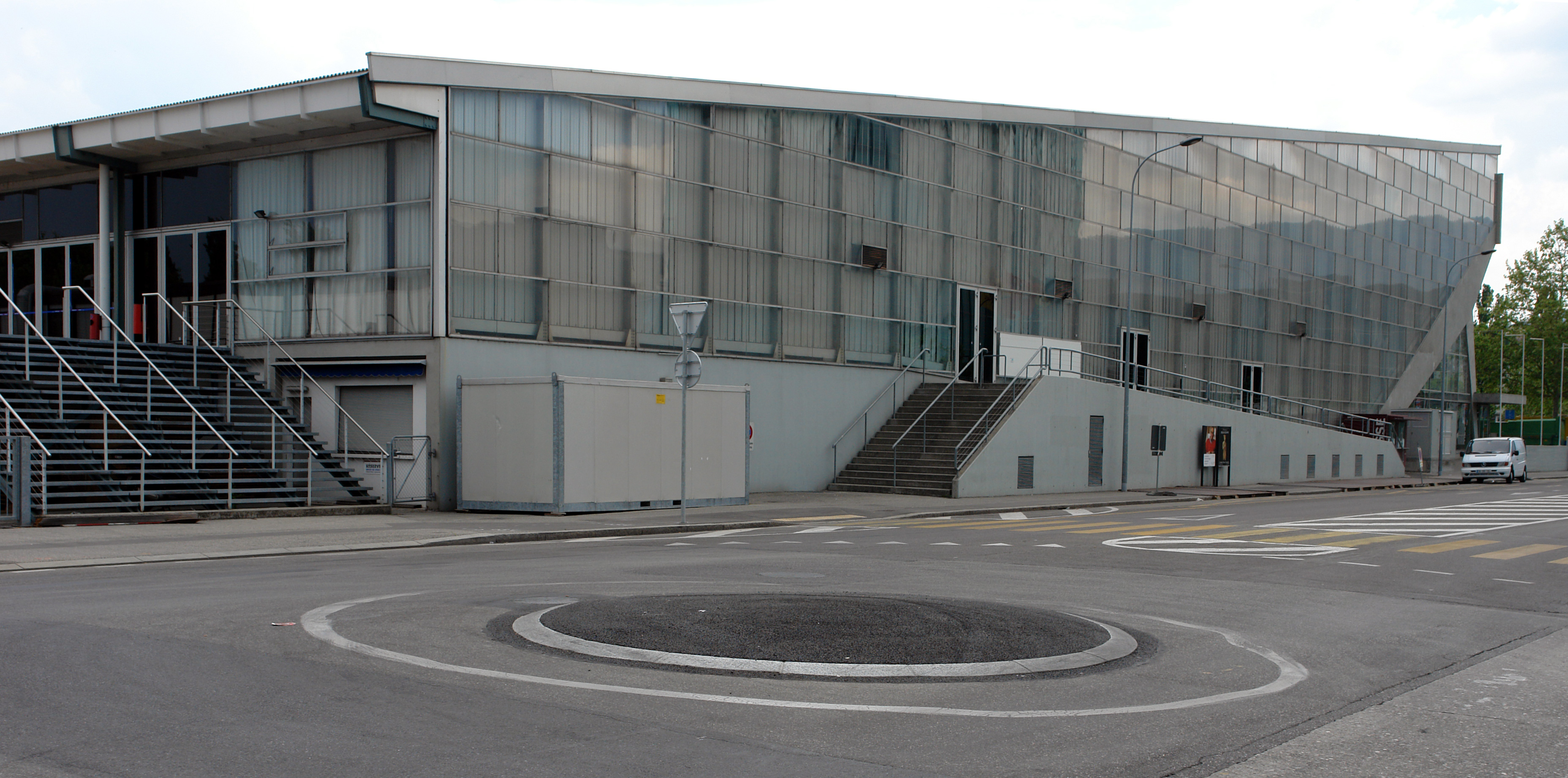
Heimspielstätte des HC Servette Genève

Heimstadion des Genève-Servette HC ist seit 1958 Les Vernets. Die ursprüngliche Kapazität von 11'500 Plätzen verringerte sich beim Umbau von 1992 auf 9'000 Zuschauer. Nach einem erneuten Umbau im Jahr 2009 fasst die Halle heute 7'202 Zuschauer, wovon 5'337 Sitzplätze sind. Bei Meisterschaftsspielen sind 6'700 Zuschauer, davon 4'100 Sitzplätze, zugelassen. Zu NLB-Zeiten waren vor allem Derbys gegen den HC Lausanne oft ausverkauft. In der neueren Geschichte locken vor allem Spiele gegen Fribourg-Gottéron viele Zuschauer an.